# Б'юна-Віста (Мічиган)
Б'юна-Віста (англ. Buena Vista) — переписна місцевість (CDP) в США, в окрузі Сегіно штату Мічиган. Населення — 5855 осіб (2020).

## Географія
Б'юна-Віста розташована за координатами 43°25′2″ пн. ш. 83°53′56″ зх. д. / 43.41722° пн. ш. 83.89889° зх. д. (43.417271, -83.898932).  За даними Бюро перепису населення США в 2010 році переписна місцевість мала площу 11,68 км², з яких 11,54 км² — суходіл та 0,14 км² — водойми.

## Демографія
Згідно з переписом 2010 року, у переписній місцевості мешкало 6816 осіб у 2766 домогосподарствах у складі 1780 родин. Густота населення становила 584 особи/км².  Було 3121 помешкання (267/км²).
Расовий склад населення:
| - 74,0 % — чорних або афроамериканців - 17,8 % — білих - 0,7 % — корінних американців - 0,3 % — азіатів - 3,7 % — осіб інших рас |

До двох чи більше рас належало 3,4 %. Частка іспаномовних становила 10,1 % від усіх жителів.
За віковим діапазоном населення розподілялося таким чином: 28,3 % — особи молодші 18 років, 57,1 % — особи у віці 18—64 років, 14,6 % — особи у віці 65 років та старші. Медіана віку мешканця становила 35,7 року. На 100 осіб жіночої статі у переписній місцевості припадало 84,4 чоловіків;  на 100 жінок у віці від 18 років та старших — 78,0 чоловіків також старших 18 років.
Середній дохід на одне домашнє господарство  становив 29 621 долар США (медіана — 21 632), а середній дохід на одну сім'ю — 32 279 доларів (медіана — 23 915). За межею бідності перебувало 36,4 % осіб, у тому числі 46,4 % дітей у віці до 18 років та 16,1 % осіб у віці 65 років та старших.
Цивільне працевлаштоване населення становило 1536 осіб. Основні галузі зайнятості: освіта, охорона здоров'я та соціальна допомога — 27,2 %, виробництво — 19,3 %, мистецтво, розваги та відпочинок — 18,1 %.